# IZh-43
A 'IZh-43 (em russo:  ИЖ-43) é uma espingarda de cano duplo soviética.

## História
A IZh-43 foi projetada no início da década de 1980 e, em outubro de 1985, os primeiros protótipos foram apresentados na exposição de armas de caça em Irkutsk. A produção dessas armas teve início em 1986.
Em 1986, a espingarda IZh-43M recebeu a medalha de ouro na Feira de Leipzig.
De julho de 1987 a fevereiro de 1990, o preço de uma IZh-43 padrão era de 175 rublos. Uma espingarda IZh-43 personalizada, com gravuras e com coronha e guarda-mão de nogueira, custava até 385 rublos.
Em 1988, a Fábrica Mecânica de Ijevsk iniciou a produção em massa da IZh-43 e da IZh-43E.
Em janeiro de 2004, foi assinado um contrato entre a Remington Arms e a Fábrica Mecânica de Ijevsk. Armas de fogo russas foram compradas pela Remington e vendidas nos EUA, com a IZh-43 sendo comercializada como Remington Spartan 220 e a IZh-43-1S como Remington Spartan 210.
Em setembro de 2008, todas as armas de fogo produzidas pela Fábrica Mecânica de Ijevsk foram renomeadas, e a IZh-43 passou a se chamar MP-43.

## Projeto
A IZh-43 é uma espingarda de alma lisa, com canos lado a lado que apresentam estranguladores na extremidade da boca.
Possui coronha e guarda-mão feitos de madeira de nogueira, bétula ou faia. Embora existam variantes personalizadas de reposição, possui almas cromadas feitas de aço AR50.

## Variantes
- IZh-43 (ИЖ-43)[4] - O primeiro modelo é uma espingarda sem cão,[2][3] com projeto baseado no modelo IZh-58MA.
- IZh-43E (ИЖ-43Е)[4] - O segundo modelo é uma versão da IZh-43 padrão com extrator.[2][3]
- IZh-43M (ИЖ-43М)[4] - O terceiro modelo.[2]
- IZh-43EM (ИЖ-43ЕМ)[4]
- IZh-43-1S (ИЖ-43-1С)[5]
- IZh-43E1SM (ИЖ-43Е1СМ)[1]
- IZh-43KN (ИЖ-43КН)[1]

## Operadores
- União Soviética[2]
- Bielorrússia - é permitida como arma de caça civil.[7]
- Cazaquistão - é permitida como arma de caça civil.[8]
- Moldávia - é permitida como arma de caça civil.[9]
- Rússia - é permitida como arma de caça civil.[10]